# (98) Ianthe
(98) Ianthe ist ein Asteroid des mittleren Hauptgürtels, der am 18. April 1868 vom deutsch-US-amerikanischen Astronomen Christian Heinrich Friedrich Peters am Litchfield Observatory in New York entdeckt wurde.
Der Asteroid wurde benannt nach Ianthe, dem jungen Mädchen, das mit Iphis verlobt wurde, einem kretischen Mädchen, das dann von Isis in einen Mann verwandelt wird.

## Wissenschaftliche Auswertung
Aus Ergebnissen der IRAS Minor Planet Survey (IMPS) wurden 1992 Angaben zu Durchmesser und Albedo für zahlreiche Asteroiden abgeleitet, darunter auch (98) Ianthe, für die damals Werte von 104,5 km bzw. 0,05 erhalten wurden. Eine Auswertung von Beobachtungen durch das Projekt NEOWISE im nahen Infrarot führte 2011 zu vorläufigen Werten für den Durchmesser und die Albedo im sichtbaren Bereich von 110,9 km bzw. 0,04. Nachdem die Werte nach neuen Messungen mit NEOWISE 2012 auf 132,8 km bzw. 0,03 korrigiert worden waren, wurden sie 2014 auf 102,5 km bzw. 0,05 geändert. Nach der Reaktivierung von NEOWISE im Jahr 2013 und Registrierung neuer Daten wurden die Werte 2016 mit 94,7 oder 104,3 km bzw. 0,04 oder 0,05 angegeben, diese Angaben beinhalten aber hohe Unsicherheiten.
Eine spektroskopische Untersuchung von 820 Asteroiden zwischen November 1996 und September 2001 am La-Silla-Observatorium in Chile ergab für (98) Ianthe eine taxonomische Klassifizierung als Caa- bzw. Ch-Typ.

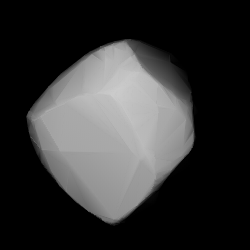
Berechnetes 3D-Modell von (98) Ianthe

Photometrische Beobachtungen von (98) Ianthe fanden erstmals statt vom 28. Februar bis 5. März 1987 am La-Silla-Observatorium in Chile. Aus der aufgezeichneten Lichtkurve konnte für die Rotationsperiode ein ungefährer Wert von 16,5 h abgeleitet werden. Bei neuen Messungen vom 15. Oktober bis 26. November 2007 am Organ Mesa Observatory in New Mexico konnte die Rotationsperiode dann mit 16,479 h noch genauer bestimmt werden.
Die Auswertung von archivierten Lichtkurven und zusätzlichen Daten der Lowell Photometric Database ermöglichte in einer Untersuchung von 2016 die Erstellung eines Gestaltmodells für den Asteroiden und die Bestimmung der Position der Rotationsachse mit prograder Rotation und einer Periode von 16,4801 h.
Zwischen 2012 und 2018 wurden mit der All-Sky Automated Survey for Supernovae (ASAS-SN) auch photometrische Daten von 20.000 Asteroiden aufgezeichnet. Auf mehr als 5000 davon konnte erfolgreich die Methode der konvexen Inversion angewendet werden, darunter auch (98) Ianthe, für die in einer Untersuchung von 2021 ein verbessertes dreidimensionales Gestaltmodell für zwei alternative Rotationsachsen mit prograder Rotation und einer Periode von 16,4803 h berechnet wurde. Aus archivierten Daten des Asteroid Terrestrial-impact Last Alert System (ATLAS) aus dem Zeitraum 2015 bis 2018 konnte in einer Untersuchung von 2022 mit der Methode der konvexen Inversion eine Rotationsperiode von 16,4803 h berechnet werden.
Abschätzungen von Masse und Dichte für den Asteroiden (98) Ianthe aufgrund von gravitativen Beeinflussungen auf Testkörper ergaben in einer Untersuchung von 2012 eine Masse von etwa 0,893·1018 kg, was mit einem angenommenen Durchmesser von etwa 106 km zu einer Dichte von 1,42 g/cm³ führte bei einer Porosität von 36 %. Diese Werte besitzen eine Unsicherheit im Bereich von ±24 %.

## Möglicher Satellit
Bei Beobachtungen einer Sternbedeckung durch (98) Ianthe am 16. Mai 2004 gab es mögliche Hinweise auf einen etwa 5 km großen Begleiter des Asteroiden. Dies konnte aber durch keine andere Beobachtung bestätigt werden.